# Äventyrslandet Kinnekulle
Äventyrslandet Kinnekulle var en temapark belägen vid E20 i nordöstra utkanten av Götene i Västergötland, en halvmil från Kinnekulle. Attraktionerna bestod de två första säsongerna av kulisser från filmerna Arn – Riket vid vägens slut och Arn – Tempelriddaren, senare bland annat luftkuddeland, piratland och djurpark. Temaparken öppnade under namnet Medeltidens Värld i juni 2008 i närvaro av bl.a. Arn-skådespelaren Joakim Nätterqvist. Den bytte senare inriktning under 2010, då med det nya namnet Äventyrslandet Kinnekulle. Säsongerna 2012 och 2013 var parken stängd och i september 2013 auktionerades byggnaderna ut. Intäkten blev sammanlagt 592 000 kronor och de flesta av byggnaderna köptes av Martin "E-Type" Erikson.

## Bakgrund
Efter filminspelningarna av Arn-filmerna köpte Götene kommun kulisserna för en planerad temapark om medeltiden. Först var det tänkt att temaparken skulle ligga i Forshem, men på grund av starkt lokalt motstånd beslöt sig kommunen istället för att anlägga parken i Götene. Temaparken var tänkt som en hyllning till Västergötlands medeltida arv, som fått sig ett uppsving efter Jan Guillous böcker som alltså också filmats. De två första somrarna hölls också en Arnfestival med en del stora artistnamn.
Efter säsongen 2009 tog entreprenören Bert Karlsson över rodret och parken ändrade namn och inriktning till äventyrsland.

## Efter parkens stängning
I mars 2013 totalförstördes entrén i en brand. Den stora borgen, byggd 2010, fanns kvar i flera år men i oktober 2017 fattade Götene kommun beslut om att borgen skall rivas samt att hela området skall återställas till naturmark. Borgen revs 2018. Medeltidsföreningen Infensus har däremot genom ett nyttjandesrättsavtal fortsatt rätt att använda tornerspelsarenan på området för sina aktiviteter. Föreningen fick sommaren 2014 rätt att träna där. Ett bidrag till arenan på 1,5 mkr kom i samband med uppbyggnaden av anläggningen 2008 från Sparbanksstiftelsen Skaraborg. Medeltidsföreningen var kritisk till att kommunen 2017  beslutade att riva borgen istället för att föreningen kunde få ta över den.

## Kommunala kostnader

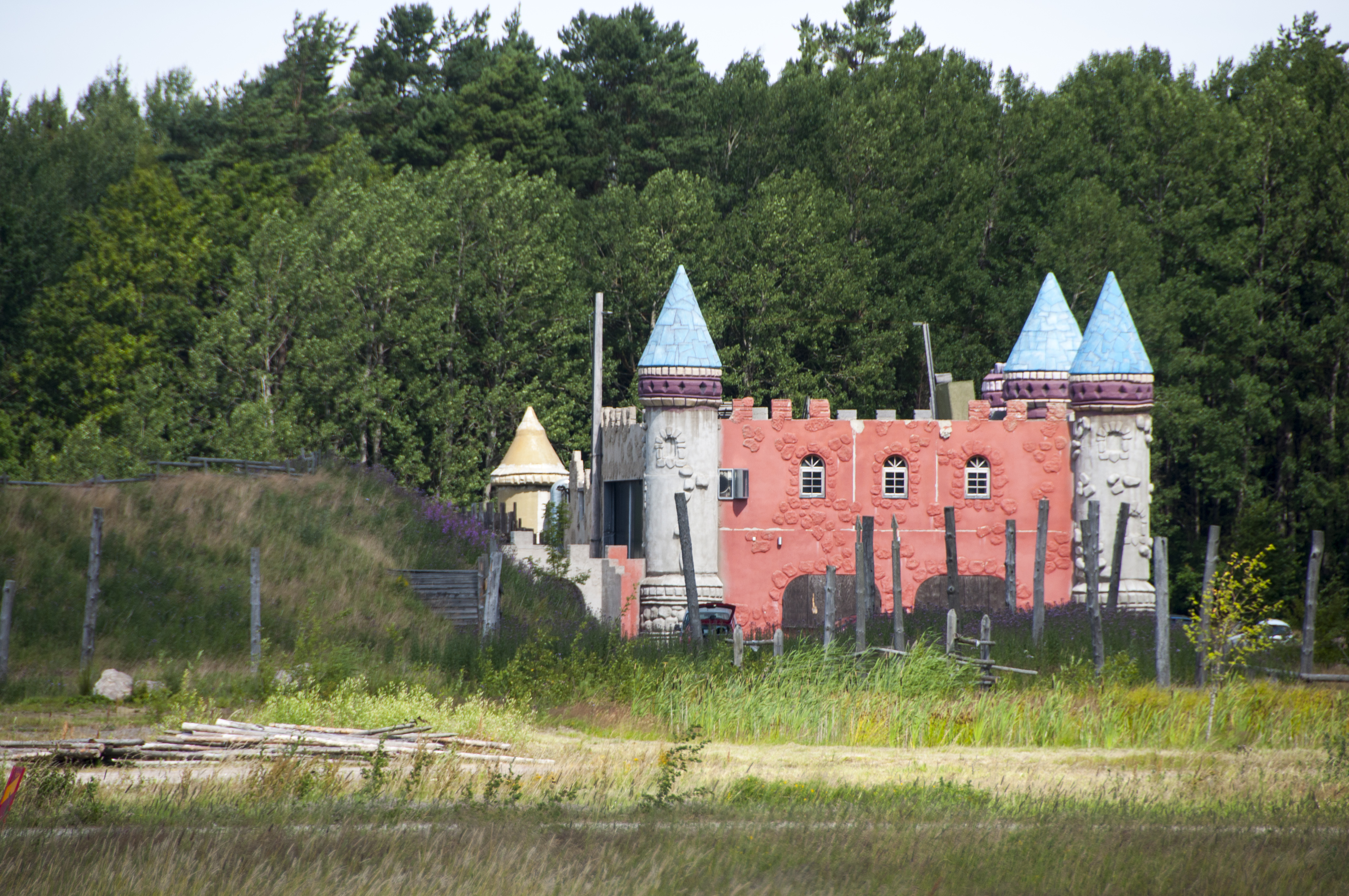
Kvarvarande byggnader i den tidigare äventyrsparken, 2015

Äventyrslandet var uppe i SVT-programmet Uppdrag Granskning den 14 november 2012 där det framgår att äventyrslandet har kostat Götenes skattebetalare minst 100 miljoner kr. Det motsvarar mer än 7600 kr per invånare. TV-programmet följdes upp 2014.

## Övriga källor
- ”"Ofärdigt Kinnekulle Äventyrsland öppnar"”. http://sverigesradio.se/sida/artikel.aspx?programid=97&artikel=3826116. Läst 29 november 2010.
- ”"Bert Karlsson om nya Äventyrslandet"”. Arkiverad från originalet den 14 augusti 2010. https://web.archive.org/web/20100814234741/http://nlt.se/startsidan/gotene/1.742246-bert-karlsson-om-nya-aventyrslandet. Läst 29 november 2010.
- ”"Medieval Sweden come back to life"”. www.explorewestsweden.se. Arkiverad från originalet den 25 april 2013. https://archive.is/20130425233619/http://www.explorewestsweden.com/?p=242. Läst 3 augusti 2009.
- ”"Semestra som en riktig riddare"”. www.aftonbladet.se. http://www.aftonbladet.se/sommarisverige/article5246609.ab. Läst 8 juli 2009.
- ”"Ulf Lundell, Agnes och Riddare Arn"”. www.pastan.nu. Arkiverad från originalet den 10 augusti 2009. https://web.archive.org/web/20090810201831/http://www.pastan.nu/bloggen/inlagg/ulf-lundell-agnes-och-riddare-arn.1822. Läst 8 juli 2009.
- ”Medeltidens värld - Götene kommun”. www.gotene.se. Arkiverad från originalet den 11 november 2007. https://web.archive.org/web/20071111104704/http://www.gotene.se/projekt/medeltidensvarld.4.3d359d021136da2c1f780002447.html. Läst 29 juni 2008.
- ”Götene kommun - Medeltidens värld - Newsdesk”. Newsdesk. 24 augusti 2007. http://www.mynewsdesk.com/se/view/pressrelease/medeltidens-vaerld-163621. Läst 29 juni 2008.
- ”Nya pengar till Medeltidens värld men vd:n avgår”. www.sr.se. https://sverigesradio.se/sida/artikel.aspx?programid=97&artikel=2130269. Läst 29 juni 2008.
- ”Kommungranskarna: Götene”. http://www.svt.se/ug/.